# Docksta
Docksta est une localité de la commune de Kramfors, dans le comté de Västernorrland, aux pieds de la montagne Skuleberget près de la côte de la mer Baltique dans le nord de la Suède.